# مارلين إلى الأبد شقراء
مارلين إلى الأبد شقراء (بالإنجليزية: Marilyn Forever Blonde) هي مسرحية عام 2007 عن مارلين مونرو كتبها جريج طومسون.

## الموضوع
(مارلين إلى الأبد شقراء.). . . . قصة مارلين مونرو بكلماتها وموسيقاها هي مسرحية امرأة واحدة بالموسيقى من تأليف جريج طومسون وإخراج ستيفاني شاين. يحدث في استوديو مصور، في ما قد يكون اليوم الأخير من حياة مارلين المضطربة. يُسمع المصور والعديد من الشخصيات المحورية في حياة مارلين ولكن لا يُرى.

## جولة واستقبال
افتتحت المسرحية في فبراير 2007 في مسرح ستيلا أدلر في هوليوود مع الممثلة / المغنية صني طومسون بدور مارلين مونرو. ثم بدأت المسرحية بجولة في المسارح في جميع أنحاء الولايات المتحدة، عبر كندا ونيوزيلندا وإنجلترا لمدة تسعة أسابيع في مسرح ويست إند ليستر سكوير. تلقت المسرحية اشادة من النقاد طوال جولتها وصفته صحيفة بوسطن غلوب بأنه «لالتقاط الأنفاس»،  مجلة لوس أنجلوس، «مذهلة!»  وصفته صحيفة سان فرانسيسكو كرونيكل على الإنترنت بأنه «أحد أعظم العروض في المسرح الحديث».

## الجوائز
حازت المسرحية على أكثر من اثنتي عشرة جائزة مسرحية إقليمية، بما في ذلك «أفضل حدث مسرحي لهذا العام» و «أفضل ممثلة» من جوائز دايتون ديلي نيوز «داي توني»،  «أفضل عرض سياحي للعام» من كونيتيكت. Critics Circle  و Lee Hartgrave "FAME AWARD" عن «أفضل تمثيل».

## الأغاني
استخدمت المسرحية 17 أغنية متشابكة مع الحوار، والتي تم إنشاؤها بالكامل من اقتباسات موثقة من مارلين مونرو وشخصيات محورية من حياتها الشخصية ومسيرتها المهنية. الأغاني كلها غنتها مونرو في أفلامها وتشمل: "قلبي ملك لأبي"، "أريد أن أحبك"، "رانينغ وايلد"، "ذا أولد بلاك ماجيك" و "دايموندز هي أفضل صديق للفتاة". . "

## روابط خارجية
- الموقع الرسمي